# Dorcadion sinopense
Dorcadion sinopense là một loài bọ cánh cứng trong họ Cerambycidae.